# Basílica de Alba Régia
A Basílica da Assunção da Bendita Virgem Maria foi uma basílica em Alba Régia, Hungria.
Foi construída no final da década de 1010, por Santo Estêvão I, o primeiro Rei da Hungria. A basílica foi um edifício impressionante, um dos maiores da Hungria. Ela nunca foi episcopal, mas era usada como igreja principal peos governantes da Hungria.
Era o lugar mais importante do Reino da Hungria, durante a Idade Média, enquanto continha as jóias da coroa, incluindo o trono, a Coroa Sagrada da Hungria, o tesouro nacional e os arquivos. Ao todo, 37 reis e 39 rainhas consorte foram coroados nesta basílica, e 15 foram enterrados nela. Em 1543, os turcos ocuparam Székesfehérvár. O túmulos reais foram saqueados e a basílica foi utilizada como depósito de pólvora, enquanto a Catedral de São Martinho, na Bratislava, tornou-se o novo local de coroação.
Em 1601, o valioso edifício foi destruído por um incêndio. Durante este tempo, o governo Otomano da cidade foi interrompido por cerca de um ano. Ilustrações do século XVII sugerem que o fogo e a provável explosão foi causada por artilharia no curso da conquista cristã.
Suas ruínas foram demolidas e usadas na construção da nova residência episcopal e na reconstrução de uma outra antiga igreja, que no século XVIII, tornou-se a catedral da Diocese de Székesfehérvár, erguida em 1777.

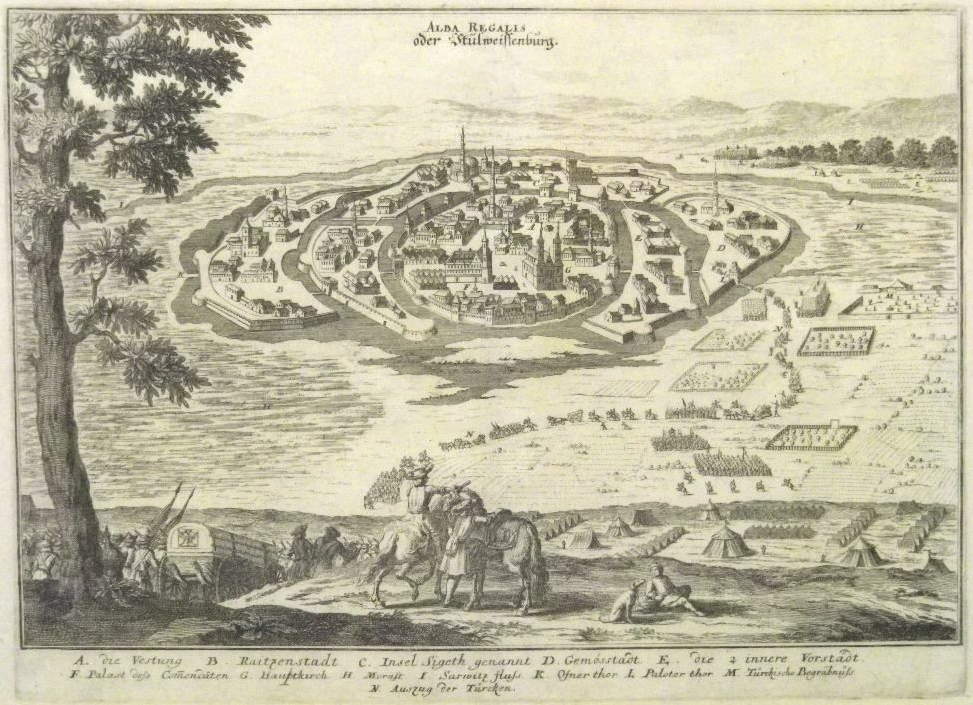
O Theatrum Europaeum, de Matthäus Merian, apresenta uma saída quase pacífica (N) da guarnição turca de uma Székesfehérvár não destruída depois da provisória reconquista cristão, em 1601.
G = "igreja principal" – a basílica

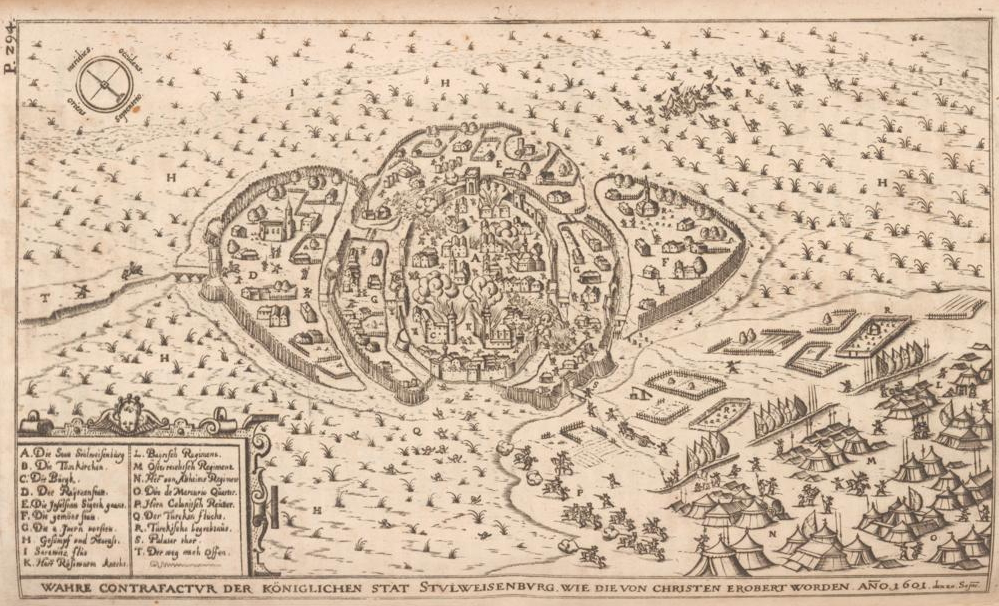
O "True depiction of the royal city of S., as it was conquered by the Christians", de Johan Sibmacher, mostra a basílica destruída e queimando e mais alguns edifícios em chamas.

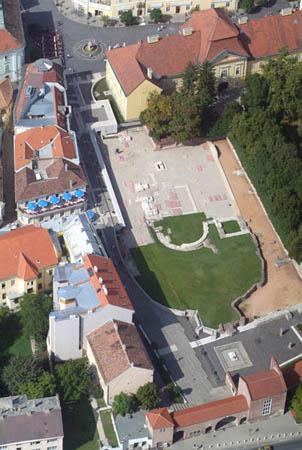
Vista aérea das ruínas

## Sepultamentos
Treze reis e duas rainhas consorte foram sepultados na Basílica de Székesfehérvár.
1. Estevão I
2. Colomano
3. Bela II
4. Géza II
5. Bela III, cujos restos mortais foram, mais tarde, movidos para a Igreja de Matias, em Budapeste
6. Inês de Antioquia, cujos restos mortais foram, mais tarde, movidos para a Igreja de Matias, em Budapeste
7. Ladislau III
8. Bela IV
9. Carlos I
10. Maria de Bytom
11. Luís I
12. Isabel da Bósnia, cujos restos mortais foram, mais tarde, movidos da Igreja de São Crisógino, em Zadar,  para a Basílica de Székesfehérvár.
13. Alberto II
14. Matias I
15. Vladislau II
16. Luís II

Os membros da família dos reis da Hungria, também foram enterrados na basílica, tais como Catarina da Hungria, a filha mais velha e herdeira presuntiva do Rei Luís I e de Isabel da Bósnia.
- Pippo Spano está enterrado lá, também.